# 拉伊策
拉伊策是阿爾巴尼亞東部艾巴申州的村庄，其在2015年地方政府改革後由普雷尼亞斯市镇下轄。根據2011年人口普查結果，拉伊策人口數為8,421。
拉伊策位於薛貝尼克-傑藍尼斯國家公園內，於2017年被列入聯合國教科文組織的跨國自然遺產喀爾巴阡山脈原始山毛櫸森林和歐洲其他地區古山毛櫸森林。